# Ieva Kubliņa
Ieva Kubliņa (8 de julho de 1982) é uma basquetebolista profissional letã.

## Carreira
Ieva Kubliņa integrou a Seleção Letã de Basquetebol Feminino, na Pequim 2008, que terminou na nona colocação.